# Banjar Agung (Buay Rawan)
Banjar Agung is een bestuurslaag in het regentschap Ogan Komering Ulu Selatan van de provincie Zuid-Sumatra, Indonesië. Banjar Agung telt 1098 inwoners (volkstelling 2010).